# دانیل پارسلو
دانیل پارسلو (انگلیسی: Daniel Parslow؛ زادهٔ ۱۱ سپتامبر ۱۹۸۵) بازیکن فوتبال اهل بریتانیا است.
از باشگاه‌هایی که در آن بازی کرده‌است می‌توان به باشگاه فوتبال چلتنهام تاون، باشگاه فوتبال کاردیف سیتی، باشگاه فوتبال گریمزبی تاون، و باشگاه فوتبال یورک سیتی اشاره کرد.